# Anuario de Historia de la Iglesia
Anuario de Historia de la Iglesia es la revista del Instituto de Historia de la Iglesia de la Facultad de Teología de la Universidad de Navarra. Su publicación se inició en 1992, y presta especial atención a la historia eclesiástica, religiosa, teológica y artística. Su primer director fue el profesor Josep-Ignasi Saranyana.

## Temática, alcance y periodicidad
Se publica un volumen anual de unas 600 páginas, que sale en el mes de mayo. El contenido de AHIg está estructurado en cinco secciones: Estudios, Historiografía y bibliografía, Conversaciones, Crónicas y Reseñas.

## Comité editorial
Su Comité Editorial está compuesto por Josep-Ignasi Saranyana (director honorario), Álvaro Fernández de Córdova (director), Carmen Alejos Grau y Rafael Escobedo (subdirectores), Manuel Mira Iborra (secretario), Javier Escrivá Ivars, Agustín González Enciso, María Narbona Cárceles, Eloísa Ramírez, Javier Vergara y Ana Zabalza Seguín (vocales).

## Bases de datos en las que está incluido
- ATLA Religion Database, with ATLASerials PLUS (American Theological Library Association)
- Arts & Humanities Citation Index, de Web of Science (Clarivate Analytics)
- Scopus (Elsevier)
- Religious and Theological Abstracts
- Zeitschriften-Inhaltsdienst Theologie Datenbank (Universidad de Tubinga)
- L'Année Philologique (Sociéte Internationale de Bibliographie Classique)
- Directorio y Catálogo Latindex
- ERIH PLUS, European Reference Index for the Humanities (Norwegian Centre for Research Data)
- ÍnDICEs CSIC
- Red Iberoamericana de Innovación y Conocimiento Científico (REDIB)
- CNKI (Beijing, China)
- Academic Search Complete (EBSCO)
- Religion Database (ProQuest)
- Todos los artículos están archivados en DADUN (Depósito Académico Digital de la Universidad de Navarra) (DADUN[3]).
- También en Dialnet se puede consultar la revista desde su inicio.
- Sello de Calidad FECYT

## Sistemas de calificación de revistas en los que está incluido
- CIRC Clasificación Integrada de revistas Científicas (EC3metrics-Universidad de Granada-Dialnet)
- Dialnet métricas (Universidad de La Rioja)
- DICE Difusión y Calidad de las Revistas Españolas de Humanidades y Ciencias Jurídicas y Sociales (CSIC)
- Latindex Sistema Regional de Información en Línea para Revistas Científicas de América Latina, el Caribe, España y Portugal, Universidad Nacional Autónoma de México
- MIAR Matriz de Información para el Análisis de Revistas (Universidad de Barcelona)
- RESH Revistas Españolas de Ciencias Sociales y Humanidades (CSIC)
- SJR Scimago Journal & Country Rank (Elsevier)
- Scopus (Elsevier)